# Lepismium bolivianum
Lepismium bolivianum és una espècie vegetal del gènere Lepismium de la família de les cactàcies.

## Descripció
Lepismium bolivianum creix amb tiges principals quadrades i alades, sobre els quals es troben les arèoles amb pèls curts i groguencs. Els segments de les tiges són aplanades, de polpa prima i amb fortes osques les restants de 1,5 a 30 centímetres de llarg i entre 1 a 2 centímetres d'ample. Les arèoles en les esquerdes són pubescents. No n'hi ha espines o estan poc desenvolupades.
Les flors blanquinoses, de color blanc cremós o rosa clar generalment solen aparèixer individualment. Fan fins a 1,5 centímetres de llarg i tenen un diàmetre d'1 centímetre. Els fruits són esfèrics i de color groguenc marronós poden arribar a fer fins a 1 centímetre de diàmetre.

## Distribució
Lepismium bolivianum està molt estès en els departaments bolivians de La Paz i Cochabamba al bosc ennuvolat i la vegetació de Yungas a altituds de 1100 a 2100 metres.

## Taxonomia
Lepismium bolivianum va ser descrita per Wilhelm Barthlott i publicat a Bradleya; Yearbook of the British Cactus and Succulent Society 9: 89. 1991.
Etimologia
Lepismium : nom genèric que deriva del grec: "λεπίς" (lepis) = "recipient, escates, apagat" i es refereix a la forma en què en algunes espècies les flors es trenquen a través de l'epidermis.
bolivianum: epítet geogràfic que fa referència a la regió de Bolívia.
Sinonímia
- Hariota boliviana[2] Britton (1893) (basiònim)
- Rhipsalis boliviana (Britton) Lauterb. (1910),
- Nothorhipsalis boliviana (Britton) Doweld (2002)
- Pfeiffera boliviana  (Britton) D.R.Hunt (2002).